# هانز-يواكيم فرويند
هانز-يواكيم فرويند (بالألمانية: Hans-Joachim Freund ) (و. 1951 – م) هو كيميائي، وفيزيائي، وأستاذ جامعي من ألمانيا . ولد في زولينغن.
وهو عضواً في الأكاديمية الأمريكية للفنون والعلوم .

## مناصب وهيئات
أدار جامعة برلين الحرة، وجامعة الرور في بوخوم، وجامعة برلين للتكنولوجيا، وجامعة إرلنغن نورنبيرغ، وجامعة هومبولت في برلين.